# Hard to Swallow
Hard to Swallow (рус. трудно воспринять) — третий студийный альбом американского рэпера Ваниллы Айс. Выпущенный на лейбле Republic Records в 1998 году, альбом стал первым у Ваниллы Айс, записанным после четырёхлетнего перерыва, последовавшего за выпуском Mind Blowin’ в 1994 году. Он решил отойти от простой хип-хоп музыки в сторону нового музыкального стиля, представленного в альбоме, и отказаться от своего прежнего поп-имиджа. Музыкальный стиль Hard to Swallow сам Ванилла Айс охарактеризовал как «скейт-рок», так как в нём отслеживается сплав хеви-метала, панк-рока и хип-хопа. В альбоме присутствуют песни, записанные совместно с такими вокалистами как Кейси Хаос (Amen), Джимми Поп (Bloodhound Gang) и Сайко (Insane Poetry). Сессионными музыкантами были барабанщик Шеннон Ларкин, клавишник Скотт Борланд и гитарист Сонни Мэйо (Snot).
Ванилла Айс заинтересовался музыкальным стилем, найденным в Hard to Swallow, когда выступал в качестве участника одной гранж-группы из Майами, и смог развить это звучание благодаря скорой дружбе с продюсером Россом Робинсоном, с которым он разделял интерес к мотокроссу. Робинсон продюсировал альбом после того, как ему посоветовали не работать с Ваниллой Айс. Более мрачная тематика текстов песен альбома возникла из бесед, в которых Робинсон поощрял его писать о своём прошлом. Темы включали трудное детство Ваниллы Айс, наркоманию и тернистый путь к славе. Хотя альбом ознаменовал собой возобновление карьеры Ваниллы Айс, он получил в основном негативные отзывы и не попал в чарты. Альбом разошёлся тиражом почти 100 000 экземпляров.

## Предыстория
Ванилла Айс недолго был участником группы под названием Pickin’ Scabs, которую он описал как „гранж-группу“. Он хотел исполнять больше рок-музыки под влиянием хип-хопа, но группа играла не то звучание, которое он хотел. Монти Липман, основатель Republic Records и бывший основатель SBK Records, рассказал Ванилле Айс, что Росс Робинсон, работавший с такими группами, как Korn, Limp Bizkit и Sepultura, был заинтересован в сотрудничестве с ним. Ванилла Айс заявил, что он и Робинсон „полностью нашли общий язык”, когда выяснилось, что они оба заинтересованы в мотокроссе.
По словам Робинсона, его пытались убедить не продюсировать альбом. «Люди продолжали говорить мне: „Это может повредить твоему имени, это может повредить твоей репутации. Я сказал: „Тогда я делаю это“. Это та самая панк-рок вещь, которую вы могли бы сделать». Ванилла Айс заявил: «Невероятно, как всё это только произошло. Я действительно думаю, что это было действие Бога. Бог толкает мою волну и катается на ней. И Росс – один из тех людей, и Монти – один из тех людей, которых Бог поставил передо мной, и прямо сейчас я получаю благословение».

## Процесс записи
В изначальном объявлении было утверждено, что в альбоме будут представлены песни, записанные с приглашёнными исполнителями такими, как Ленни Кравиц, Korn и Bloodhound Gang. Но только Джимми Поп из последней группы участвовал в записи одного трека, «S.N.A.F.U.». В треке «Freestyle» с Ваниллой Айс пел Сайко, член-основатель влиятельной хорроркор-группы Insane Poetry. Перед выпуском альбома руководители Republic Records сравнили возрождение карьеры Ваниллы Айс с возрождением актёра Джона Траволты в результате успеха фильма «Криминальное чтиво» и полагали, что Ванилла Айс будет столь же успешным.
Барабанщик Шеннон Ларкин сказал об альбоме: «Я горжусь этим альбомом. Это была убийственная запись. Продюсер Росс Робинсон очень требователен, когда дело доходит до барабанов в студии. Для этого мужика всё должно было быть на 110%, и я люблю его за это». Ванилла Айс рассказал о работе с Робинсоном: «Атмосфера была такой классной. Мы закончили альбом за полтора месяца, потому что сохранили атмосферу».

## Музыкальный стиль и тематика песен
На ранних стадиях производства альбома он рекламировался как альбом „высокоэнергетического хип-хопа“. Лейбл Republic Records позже описал музыкальный стиль альбома как „агрессивный рок“. Сам Ванилла Айс назвал альбом „скейт-роком“. Мрачное и плотное звучание альбома сочетает в себе элементы хеви-метала, панк-рока и хип-хопа. Ванилла Айс заявил: «Я хотел выразить себя очень интенсивно, и это никак не могло соответствовать драм-машине В общем, мне надоели всякие драм-машины, сэмплы и прочее. С группой создаётся энергия вокруг меня». Многие критики заметили сходство между стилем музыки, присутствующей на Hard to Swallow, и стилем таких групп, как Korn и Limp Bizkit. Ванилла Айс заявил, что, хотя он знал об этих группах, он „даже не слушал […] ни одну из них“ до того, как записал альбом, и он не пытался подражать этим группам. «Просто у нас один и тот же продюсер, и некоторые гитары между ним и Limp Bizkit будут звучать одинаково. Вот что происходит, когда их продюсирует один и тот же человек. […] Я слышал Deftones больше, чем кого-либо из них».
Альбом отличается заметно более мрачным звучанием и темой песен, чем предыдущие альбомы Ваниллы Айс, такие как To the Extreme и Mind Blowin’. CNN описал альбом как „пронзительную исповедь”, на которой Ванилла Айс „обнажает свою личность 80-х, разрушенную семью и СДВГ, который у него есть”. Ванилла Айс объяснил такое мрачное звучание своими чувствами, что к нему относились „прохладно“ и что альбом „не должен был быть таким мрачным“. «Я открылся Россу и рассказал ему о многом, что случилось со мной в прошлом. Это был действительно глубокий разговор, и он сказал: „Ты должен написать об этом“. И я подумал: чувак, я не хотел, чтобы люди осуждали меня за это. Но он был прав. Это было похоже на некую терапию». Темы, затронутые в текстах песен альбома, включают трудное детство Ванилла Айс и наркоманию. Песня «Fuck Me» о том, как его воспринимали.
«Я могу оглянуться назад на всю эту историю с Ваниллой Айс, и она была сыграна очень хорошо. Это была просто имиджевая штука. Я всегда был искренен с музыкой. Но это создало для меня огромное препятствие в музыкальном плане. Многие люди даже не хотели признаваться, что купили пластинку Ваниллы Айс».
«Too Cold» – это перезаписанная рэп-рок-песня известного хита Ваниллы Айс «Ice Ice Baby».
Ванилла Айс заявил:
«Я переделал песню, потому что хотел, чтобы люди знали, что я ни от чего не убегаю. Это я. Это то, о чём я говорю. Я думаю, что музыка говорит сама за себя. Если бы музыка была потрясающей, никто бы даже не захотел ничего слышать об отсутствии Ваниллы Айс. Я просто думаю, что музыка настолько сильна, что люди как бы выходят из-под контроля. Это что-то вроде: „Знаешь, эй, я купил его в своё время, и новый материал потрясает“. Я думаю, что есть некоторые хип-хоп-мотивы, прыжки со сцены, пирсинг на теле, татуированные белые парни, которые принимают этот новый звук».
«Too Cold» изначально планировали выпустить в качестве скрытого трека или би-сайда.

## Отзывы критиков
| Оценки критиков               | Оценки критиков |
| Источник                      | Оценка          |
| ----------------------------- | --------------- |
| AllMusic                      | [ 1 ]           |
| Entertainment Weekly          | (D-)            |
| Iowa State Daily              | (благоприятный) |
| MSN                           | [ 19 ]          |
| New York Times                | (негативный)    |
| Rolling Stone                 | [ 21 ]          |
| The Rolling Stone Album Guide | [ 22 ]          |

Песня «Too Cold» стала радио-хитом на некоторых рынках. Отзывы об альбоме в целом были неоднозначными или негативными. Рецензент из New Times в Лос-Анджелесе описал альбом следующим образом: «глупый, эксплуататорский, производный рэп-метал-альбом человека, который когда-то нанёс почти непоправимый ущерб хип-хопу». Джон Парелес из The New York Times написал, что «если история может служить каким-либо ориентиром, принятие Ваниллы Айс рэп-метала означает, что хард-рок вот-вот двинется дальше». Ричард Торрес из Rolling Stone дал альбому две звезды из пяти, написав, что, хотя «ничто, однако, не может искупить дурацкое хвастовство Айс», альбом «не так уж плох». The Rolling Stone Album Guide дал альбому три звезды из пяти. Газета Iowa State Daily назвала альбом „величайшим возвращением поп-культуры всех времён”. Альбом не попал в чарты. Альбом был внесён в список The A.V. Club «Наименее важные альбомы 90-х», занял 24-е место в списке «30 худших альбомов за всё время» журнала Maxim и 26-е место в списке журнала Q «50 худших альбомов всех времён!». Ванилла Айс выпустил последующий альбом Bi-Polar в 2001 году, который продолжил его творческое направление.

## Список композиций
Слова и музыка всех песен — Роберт Ван Уинкл, Росс Робинсон, Ардито, Кейси Хаос, Скотт Борланд, Шеннон Ларкин, Мэйо, Холоман и Джонсон.
| №                   | Название                                                    | Длительность |
| ------------------- | ----------------------------------------------------------- | ------------ |
| 1.                  | «Living»                                                    | 3:45         |
| 2.                  | «Scars»                                                     | 4:56         |
| 3.                  | «Ecstasy»                                                   | 0:09         |
| 4.                  | «Fuck Me» (feat. Кейси Хаос)                                | 4:32         |
| 5.                  | «Valley of Tears»                                           | 0:12         |
| 6.                  | «Zig Zag Stories»                                           | 5:26         |
| 7.                  | «Too Cold»                                                  | 3:24         |
| 8.                  | «Prozac»                                                    | 4:27         |
| 9.                  | «S.N.A.F.U.» (feat. Джимми Поп)                             | 4:46         |
| 10.                 | «A.D.D.» (feat. Кейси Хаос)                                 | 5:14         |
| 11.                 | «Stompin' Through the Bayou»                                | 3:24         |
| 12.                 | «The Horny Song»                                            | 4:33         |
| 13.                 | «Freestyle» (feat. Сайко из Insane Poetry, 2-Hype и C-Note) | 4:58         |
| Общая длительность: | Общая длительность:                                         | 49:46        |

### Сэмплы
- S.N.A.F.U. — «The Big Beat» (Билли Сквайер)
- Freestyle — «Powerhouse» (Рэймонд Скотт)

## Участники записи
- Ванилла Айс — вокал
- Сонни Мэйо[англ.] — гитара
- Даг Ардито[англ.] — бас-гитара
- Шеннон Ларкин — барабаны
- Скотт Борланд — клавишные
- DJ Swamp[англ.] — скрэтчинг

### Приглашённые исполнители
- Кейси Хаос — гостевое участие («A.D.D.», «Fuck Me»)
- Insane Poetry, C-Note, Джимми Поп и 2Hype — дополнительный вокал

### Технический состав
- Росс Робинсон — продюсер, микширование
- Чак Джонсон — звукорежиссёр, микширование
- Роб Агнелло — звукорежиссёр
- Эдди Шрайер — мастеринг
- Джин Гримальди — редактирование, монтаж